# Tjekkiet ved sommer-OL 2012
Tjekkiet deltog under Sommer-OL 2012 i London som blev arrangeret i perioden 27. juli til 12. august 2012.

## Medaljer
| 2012 London | Guld | Sølv | Bronze | Total |
| Tjekkiet    | 4    | 3    | 3      | 10    |

### Medaljevinderne
| Tjekkiet under sommer-OL 2012 i London | Tjekkiet under sommer-OL 2012 i London            | Tjekkiet under sommer-OL 2012 i London | Tjekkiet under sommer-OL 2012 i London | Tjekkiet under sommer-OL 2012 i London |
| Medalje                                | Navn                                              | Sport                                  | Event                                  | Dato                                   |
| -------------------------------------- | ------------------------------------------------- | -------------------------------------- | -------------------------------------- | -------------------------------------- |
| Guld                                   | Miroslava Knapková                                | Roning                                 | Singlesculler                          | 4. august                              |
| Guld                                   | Barbora Špotáková                                 | Atletik                                | Women's javelin throw                  | 9. august                              |
| Guld                                   | David Svoboda                                     | Moderne femkamp                        | Herrer                                 | 11. august                             |
| Guld                                   | Jaroslav Kulhavý                                  | Cykling                                | Men's cross-country                    | 12. august                             |
| Sølv                                   | Vavřinec Hradilek                                 | Kano og kajak                          | Men's slalom K-1                       | 1. august                              |
| Sølv                                   | Ondřej Synek                                      | Roning                                 | Singlesculler                          | 3. august                              |
| Sølv                                   | Andrea Hlaváčková Lucie Hradecká                  | Tennis                                 | Women's doubles                        | 5. august                              |
| Bronze                                 | Adéla Sýkorová                                    | Skydning                               | Women's 50 m rifle 3 positions         | 4. august                              |
| Bronze                                 | Zuzana Hejnová                                    | Atletik                                | Women's 400 m hurdles                  | 8. august                              |
| Bronze                                 | Josef Dostál Daniel Havel Jan Štěrba Lukáš Trefil | Kano og kajak                          | Men's K-4 1000 m                       | 9. august                              |
| Bronze                                 | Vítězslav Veselý                                  | Atletik                                | Men's javelin throw                    | 11. august                             |